# Programable System on Chip

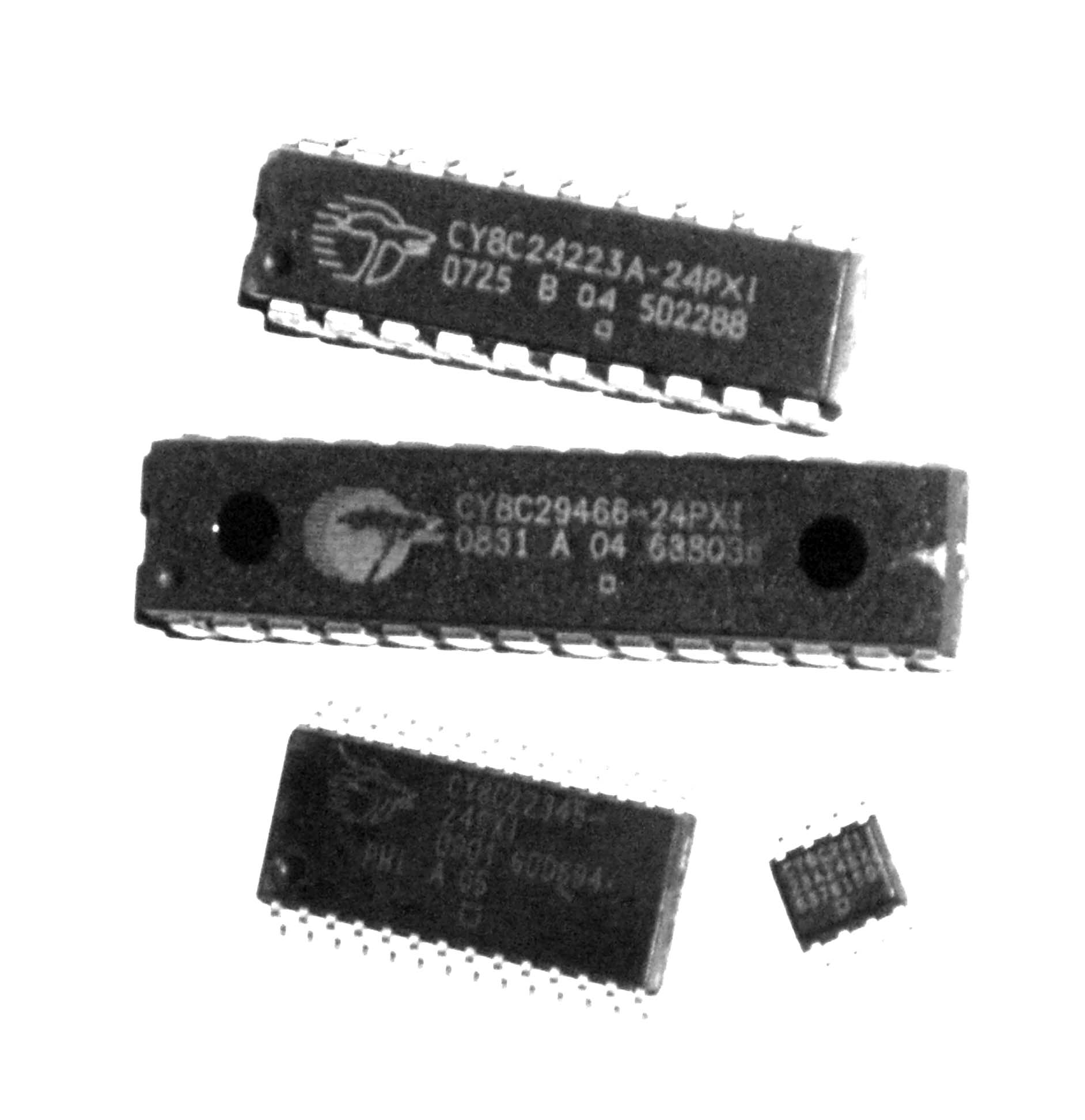
Cypress PSoC.

PSoC o Programable System on Chip, es la denominación comercial de una familia de microcontroladores programables desarrollada por Cypress Semiconductor en 2002.
Esta tecnología de microcontrolador incorpora todo un sistema configurable dentro de un único chip.
Comprende una matriz configurable de funciones analógicas, solapada con otra de funciones 
digitales, proveyendo al sistema de la capacidad de asignar cualquier función a cualquier terminal del circuito integrado, lo que confiere una gran versatilidad al dispositivo.

## Arquitecturas
Actualmente (sept. 2009) existen tres familias, delimitadas por la arquitectura (principalmente el tipo de procesador embebido) del PSoC:
- Arquitectura PSoC1 (modelos CY8C2####) con CPU M8C.
- Arquitectura PSoC3 (modelos CY8C3####) con CPU Intel_8051.
- Arquitectura PSoC5 (modelos CY8C5####) con CPU ARM Cortex M3.

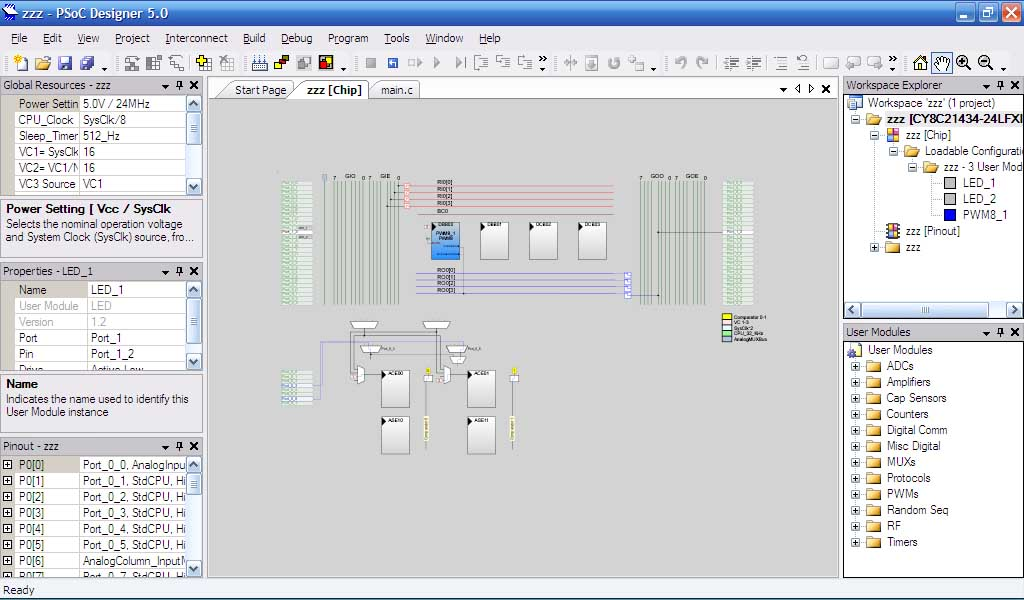
PSoC designer editando chip.

## Herramientas de desarrollo
La familia PSoC1 dispone un entorno gráfico de programación llamado PSoC Designer (version 5, sept. 2009), que es un IDE gráfico tipo pick&place para la configuración del chip, y con dos modos de edición de código para el procesador.

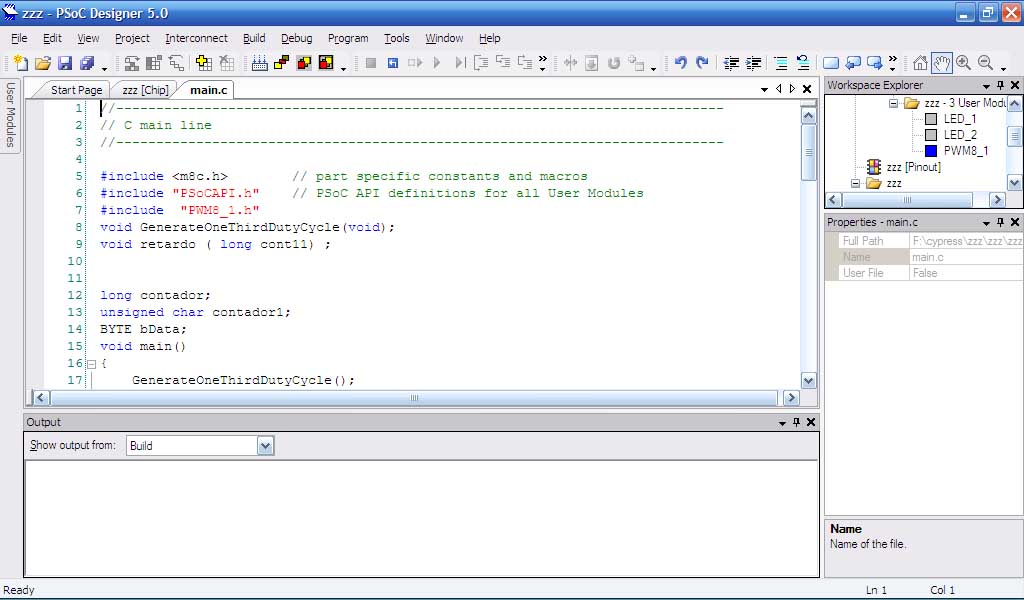
PSoC designer editando código C.

- Chip design, basado en un editor/compilador de lenguaje C.
- System design, de interfaz totalmente gráfica, que permite desarrollar aplicaciones pegando y/o uniendo funciones de forma gráfica.

Para chips PSoC3 y PSoC5 la herramienta de desarrollo se llama PSoC Creator, también basada en un entorno gráfico para la configuración del chip, y se apoya en un compilador de la conocida firma Keil para PSoC3 y en las herramientas GNU desarrolladas para ARM en el caso del PSoC5.
La obtención del software requiere registro en su página oficial.